# Syagrus ruschiana
Syagrus ruschiana är en enhjärtbladig växtart som först beskrevs av Gregório Gregorievich Bondar, och fick sitt nu gällande namn av Sidney Frederick Glassman. Syagrus ruschiana ingår i släktet Syagrus och familjen Arecaceae. IUCN kategoriserar arten globalt som livskraftig. Inga underarter finns listade i Catalogue of Life.